# Давыдово-Бродский сельский совет (Великоалександровский район)
Давыдово-Бродский сельский совет (укр. Давидово-Брідська сільська рада) — входит в состав
Великоалександровского района
Херсонской области
Украины.
Административный центр сельского совета находится в 
с. Давыдов Брод
.

## История
- 1795 — дата образования.

## Населённые пункты совета
- с. Давыдов Брод
- с. Белогорка
- с. Запорожье